# Elisabeth Schüssler Fiorenza
Elisabeth Schüssler Fiorenza, née le 17 avril 1938 à Cenad en Roumanie, est une théologienne féministe et professeure de théologie à la Harvard Divinity School qui se propose de mettre en lumière, dans une perspective féministe, la construction patriarcale et discriminante de la littérature biblique et de l'Église.

## Biographie
Elisabeth Schüssler Fiorenza suit des études à l'université de Wurtzbourg où elle décroche une licence et une maîtrise de théologie puis à l'université de Münster où elle obtient son doctorat de théologie. Une fois ses études terminées, elle occupe plusieurs postes d'assistante et de professeure dans des universités américaines, comme l'université Notre-Dame-du-Lac où elle enseigne de 1970 à 1980, avant de finalement devenir professeure de théologie à la Harvard Divinity School en 1988.
Parmi de nombreuses participations à des revues et sociétés bibliques, Elisabeth Schüssler Fiorenza est la cocréatrice et une des rédactrices en chef de la revue Journal of Feminist Studies in Religion et de la revue Concilium. Élue en 2001 à l'Académie américaine des arts et des sciences, elle est également la première femme à être élue présidente de la Society of Biblical Literature.

## Théologie féministe
Les travaux et recherches d'Elisabeth Schüssler Fiorenza l'ont amenée à s'orienter vers une théologie féministe inspirée de la théologie de la libération sud-américaine et de la théologie politique européenne, comme elle l'explique : « J'ai défini ma propre perspective théologique comme une théologie de libération féministe et critique qui est redevable aux analyses théologiques historico-critiques, critico-politiques et de libération et qui est enracinée dans mon expérience et mon engagement de femme chrétienne et catholique ». En somme, elle veut non seulement mettre en avant le fait que l’interprétation biblique est androcentrique mais aussi qu'une relecture des textes bibliques pourrait permettre de combattre certains de ces préjugés.
La théologienne, qui se montre hostile aux théories féministes essentialistes qu'elle considère comme prisonnières du patriarcat, souligne d'ailleurs la complexité de l’oppression patriarcale qu'elle analyse comme « un système complexe pyramidal et hiérarchique dont les structures s'entrecroisent et qui affecte différemment les femmes selon les diverses situations sociales où elles se trouvent ». Cette oppression conjuguerait donc plusieurs facteurs comme le sexe, la classe sociale ou la race que la relecture féministe d'Elisabeth Schüssler Fiorenza se proposerait de résoudre par l'instauration de l'« ekklesia des femmes » (c'est-à-dire l'Église des femmes). S'opposant toutefois à l'idée d'une église reproduisant les mécanismes de ségrégation sociale qu'elle condamne, elle conçoit cette « ekklesia des femmes » comme un « lieu public d'opposition qui, à partir d'une analyse critique des oppressions patriarcales, répond aux intérêts et aux visions féministes ».

## Principales publications
- (de) Priester für Gott : Studien zum Herrschafts- und Priestermotiv in der Apokalypse, Münster, 1972, 450 p.
- En mémoire d'elle : Essai de reconstruction des origines chrétiennes selon la théologie féministe, Paris, Éditions du Cerf, 1986, 482 p.
- (en) Bread not stone : The challenge of feminist Biblical interpretation, Édimbourg, T. and T. Clark, 1990, 182 p.